# Dedijer
Dedijer je priimek več znanih oseb:
- Jevto Dedijer (1880—1918), bosansko-srbski geograf
- Lazar Dedijer (1890—1968), srbsko-jugoslovanski politik
- Stevan Dedijer (1911—2004), srbski jedrski fizik, novinar, vojni padalec in obveščevalec, univerzitetni profesor, švedski akademik
- Vladimir Dedijer (1914—1990), srbsko-jugoslovanski novinar, partizan, propagandist, biograf, politik, univezitetni profesor, zgodovinar in publicist, srbski akademik, aktivist za človekove pravice